# Червеноопашата тупая
Червеноопашатата тупая (Tupaia splendidula) е вид бозайник от семейство Tupaiidae.

## Разпространение и местообитание
Разпространен е в Индонезия.